# Marvin Gaye
Marvin Gaye (rođen Marvin Pentz Gay, Jr.) (2. travnja 1939. – 1. travnja 1984.), američki je pjevač, tekstopisac, skladatelj, multi-instrumentalist i glazbeni producent, koji je svjetsku slavu stekao kao izvođač u diskografskoj kući "Motown" u vremenu 1960-ih i 1970-ih.
Glazbena karijera u "Motownu" počela mu je 1961., gdje Gaye ubrzo nakon dolaska postaje glavni muški izvođač i objavljuje mnogobrojne hitove u vremenu 1960-ih, a neki od njih su, "Stubborn Kind of Fellow", "How Sweet It Is (To Be Loved By You)", "I Heard It Through the Grapevine", kao i nekoliko duet hitova s Tammi Terrell koji uključuju "Ain't No Mountain High Enough" i "You're All I Need to Get By". Gaye se isticao kao vrlo borbena osoba u stvaranju glazbenih hitova, ali i stvaralački ograničen dok je snimao za "Motown", kao izvođač, tekstopisac, skladatelj i producent snimanja, bio je najčešće odvojen i čuvan u kampovima. 1971. objavljuje vrlo uspješan album What's Going On, kao i sljedeće koji obuhvaćaju naslove Trouble Man i Let's Get It On s kojima zaokružuje svoju ranu karijeru kao glazbenik u "Motownu". Marvin Gaye u to vrijeme uz Steviea Wondera i Luthera Vandrossa bio je jedan od najtalentiranijih i najutjecajnijih glazbenika s etiketom "Motown".
U vremenu 1970-ih objavljuje i nekoliko hit singlova, "Let's Get It On", "Got to Give It Up" i početkom 1980-ih, "Sexual Healing". U skorom vremenu 1984. Gaye umire od ruku svoga oca svećenika Rev. Marvin Pentz Gay, Sr. Bio je jedan od najutjecajnijih soul glazbenika u tom vremenu, skoroman doprinos na skladbi "After the Dance" i producent na erotskom albumu u skladbama "Since I Had You" i "Soon I'll Be Loving You Again".

## Životopis

### Djetinjstvo i karijera
Gaye se rodio u "Freedman's Hospital" bolnici (Washington, District of Columbia). Bio je prvi sin i drugo najstarije dijete od oca svećenika protestantske sekte Rev. Marvina Pentz Gaya, Sr. i majke Alberte Cooper, koja je bila učiteljica. Sestre Jeanne i Zeola, mlađi brat Frankie i Marvin živjeli su odvojeno po raznim četvrtima Washington D.C. Marvinov otac propovijedao je u crkvi "Seventh-day Adventist Church" koju je sekta zvala "Božja kuća" u kojoj se uvijek držao kodeksa točnosti i podučavanju ortodoksnog judaizma i pentekostalizma kojega slave kao "Dan duhova". Kako je Gaye odrastao s ocem u crkvi, počeo je pjevati i svirati razne instrumente u crkvenom zboru. Nakon izbacivanja iz škole "Cardozo High School" Gaye se uključuje u ratnu zrakoplovnu školu, "United States Air Force" (USAF) iz koje je također izbačen.
Nakon izbacivanja iz "Air Forcea" 1957., Gaye započinje svoju glazbenu karijeru s raznim doo wop sastavima. Zadržava se u sastavu "The Marquees" koji je vrlo popularan u Washington D.C.-u. Zajedno s Bo Diddleyem, "The Marquees" objavljuje 1958. singl "Wyatt Earp" za diskografsku kuću "Okeh Records" i nakon toga postaje novi član sastava "The Moonglows". Singl "Mama Loocie" izlazi 1959. za "Chess Records" i prvi je Gayev singl s Moonglowsima. Nakon koncerta u Detroitu, Michigan, iz sastava odlazi Harvey Fuqua, a Gaye s "novim" Moonglowsi upoznava predsjednika diskografske kuće "Motown Records", Berryja Gordyja. Gaye je prvo potpisao za nekoliko bubnjarskih sesija svirajući ih sa, The Miracles, The Contours, Martha and the Vandellas, The Marvelettes i drugima. Osobito je svirao sa sastavom "The Marvelettes", koji imaju hit singl iz 1961. "Please Mr. Postman" i s Little Stevie Wonderom i njegovim singlom iz 1963. "Fingertips Pt. 2". Obje skladbe dospjela su na broj jedan Top liste pop singlova.
Nakon početka njegove karijere snimanja za Motown, promijenio je ime iz Marvin Gay u Marvin Gaye, dodoa je slovo 'e' da se razlikuje od prezimena svoga oca i da zaustavi ogovaranja o njegovoj seksualnosti. Marvin se na ovo odlučio po ugledu na svog idola Sama Cookea, koji je također dodao slovo 'e' na svoje prezime. Marvin je bio tražen od mnogih izdavača za snimanje ali Berry Gordy, predsjednik Motown Recordsa, to nije dopustio. Prema dokumentima VH-1, američke glazbene TV kuće, Marvin, njegova djevojka i Berryjeva sestra Anna Gordy, uvjerili su Berreya da Marvin mora potpisati za snimanje pop i jazz stilova što je u to vrijeme bila suvremena glazba.

## Početak uspjeha
Gaye svoju popularnu karijeru bez tuđe pomoći, počinje graditi na profinjenosti i džentlmenskoj maniri, gdje je malu pomoć imao od Motownskog kućnog istražitelja, Maxinea Powella, međutim kod samog pjevanja, Powell mu nije mogao pomoći. U lipnju 1961., Gaye objavljuje svoj prvi solo album The Soulful Moods of Marvin Gaye. Album je napisan po Broadwayskim standardima i jazz popularnim skladbama ali ipak nije zabilježio veći uspjeh na Top listama. Nakon toga, prema traženju Gordyja, postignut je dogovor između njega i Gayea da sljedeći snimljeni materijal bude više po R&B standardima i objavljuju tri singla koja je napisao Marvin Gaye. Njegov prvi singl "Let Your Conscience Be Your Guide", koji je montiran od Raya Charlesa, ne prolazi dobro na Top listama a prate ga i sljedeća dva "Sandman" i "A Soldier's Plea", koji pojedino izlaze 1962. Ironije radi Marvin svoj prvi uspjeh postiže u suradnji sa sastavom "The Marvelettes" i hitom iz 1962. "Beechwood 4-5789". Završetak svoje neuspješnosti najavljuje singlom "Stubborn Kind of Fellow", s kojim prvi puta dolazi na R&B Top liste, najavivši niz soul uspješnica ostvarenih u suradnji s gotovo svim producentima i autorima Motowna. Skladba je nastala suradnjom Gayea i njegovog prijatelja, producenta Williama "Mickey" Stevensona, koji joj je dao oblik sastava "Martha and the Vandellas"
Njegov sljedeći singl "Hitch Hike", prati uspješnost prvoga i dolazi na Top 40 singlova, kao i "Pride & Joy" i "Can I Get a Witness", koje mu donose visoka mjesta na Top listama i veliku uspješnost u 1963.g. Uspješnost se nastavila i u 1964. sa singlom "You Are a Wonderful One", "Try It Baby", "Baby Don't You Do It" i "How Sweet It Is (To Be Loved By You)", s kojim skladbama postaje prepoznatljiv. U to vrijeme svoje rane uspješnosti, Gaye pomaže sastavu "Martha and the Vandellas", pisanje skladbe "Dancing in the Street" iz 1964. Zajedno sa Smokeyem Robinsonom radi na svom sljedećem albumu Moods of Marvin Gaye, s kojeg će se izdvojiti dva hit singla "I'll Be Doggone" i "Ain't That Peculiar", koji dolaze na top 10 glazbenih ljestvica. Završavaju na Billboardovoj Top listi R&B singlova na prvom mjestu. Marvin svojom ranom uspješnoču postaje idol mlađoj generaciji i postaje njihov miljenik u glazbenim TV emisijama poput American Bandstand, Shindig!, Hullaballoo i The Mike Douglas Show. Gaye je jednako bio uspješan i s duetima, Kim Weston, Mary Wells i posebno Tammi Terrell.

### Tammi Terrell
Mnogi Gayevi hitovi za Motownu bili su u ženskom duetom s Kim Weston i Mary Wells; prvi album Gaye/Wells izlazi 1964. i zove se Together, ujedno je i prvi Marvinov album koji dolazi na Top liste. Ipak najveću popularnost donijeli su mu dueti s Tammi Terrell, s kojim je skladbama ostao nezaboravan. Terrell i Gaye imali su odličan odnos i njihov prvi zajednički album izlazi 1967. pod nazivom United. Album daje dva velika hita "Ain't No Mountain High Enough" (kasnije ga izvodi Diana Ross i mnogi drugi u novije vrijeme, američki rock sastav "Doobie Brothers", pjevač Michael McDonald i drugi), i "Your Precious Love". 14. listopada 1967., Gaye i Terrell vidno oslabljena i naslonjena u njegovom naručju izvode dobrodošlicu u "Hampton Institute" u Hamptonu, Virginia. Kasnije joj je dijagnosticiran tumor mozga i nakon toga bilo joj je sve lošije.
Motownu je donio odluku da još neko vrijeme mogu zajedno raditi Gaye i Terrell, pa stoga 1968. izdaju album You're All I Need, koji je načinjen od dva velika hita "Ain't Nothing Like the Real Thing" i "You're All I Need to Get By". Uskoro dolazi vrijeme kada izdaju svoj zadnji album Easy koji izlazi 1969.
Terrellina bolest, baca Gayea u depresiju. Njegova skladba "I Heard It Through the Grapevine", koja je ranije objavljena 1967 u izvedbi Gladys Knight & The Pips, dolazi na prvo mjesto Top lista i bilježi najbolju prodaju u povijesti Motowna od preko četiri milijuna prodanih kopija albuma, a njegovu uspješnost Gaye pripisuje svojim lošim osjećajima i depresiji. Kasnije njegov rad u suradnji s producentom Normanom Whitfieldom, rezultira objavljivanjem njihova dva hit singla, "Too Busy Thinking About My Baby" i "That's the Way Love Is". U međuvremenu Gaye se oženio za Annu Gordy i malo mu se vratilo raspoloženje ali nedovoljno da se vrati pjevanu zabavnih pop skladbi. U tom vremenu dok je tražio bolje raspoloženje, Gaye radi produkciju za dva singla, "Baby I'm For Real" i "The Bells" od R&B sastava "The Originals".

## What's Going On
Tammi Terrell umrla je od tumora na mozgu 16. ožujka 1970. Pogođen njezinom smrću, Marvin je vrlo emocionalno na njezinom pokopu govorio da se njezin odlazak morao dogoditi. Nakon toga Gaye se totalno povukao u sebe i nije nastupao na koncertima dvije godine. Jedan Gayeev prijatelj rekao je kako razmišlja da napusti glazbenu karijeru i priključi se ekipi američkog nogometa Detroit Lions (nakon susreta s poznanicima Mel Farr i Lem Barney, članovima kluba), ali nakon uspješne produkcije sa sastavom "The Originals", Gaye dobiva samopouzdanje i okreće se daljnjoj glazbenoj uspješnosti. Rezultat njegovog ulaska u studio 1. lipnja 1970.g., jesu snimanje tri singla "What's Going On", "God is Love" i "Sad Tomorrows" - ranija verzija "Flying High (In the Friendly Sky)". Gaye zahtjeva objavljivanje singla "What's Going On", dok Motown i njegov čelni čovjek Berry Gordy govore da skladba nije dobra i nekomercijalna. Gaye je uporan i unatoč Gordyjevom protivljenju singl je objavljen i na veliko iznenađenje postaje u siječnju 1971. veliki hit. Gordy je kasnije dobio zahtjev da objavi cjelokupni album pod istim nazivom sa skladbama Marvina Gayea.
U svibnju 1971. izlazi What's Going On i jedan je od najvažnijih i najboljih albuma u njegovoj karijeri, a i dan danas je jedan od najpoznatijh. Slojeviti zvučni izražaj (pod utjecajem funka i jazza) i sadržajan tekst (pomalo u duhovnom stilu) donose mu veliku popularnost sedamdesetih ali i prekid suradnje s kućom Motown. Dva velika hita "Mercy Mercy Me (The Ecology)" i "Inner City Blues (Make Me Wanna Holler)", dolaze na Top 10 pop glazbe i na prvo mjesto R&B Top lista. Album prerasta u jedan od nezaboravnih soul albuma svih vremena, baziran na temi koncertnog albuma, postavlja nove granice u soul glazbi. Gaye je znao govoriti, "najviše volim snimati soul glazbu, zato što dobiješ najfinije glasove".

## Nastavak glazbenog uspjeha
Želeći nastaviti uspjeh albuma What's Going On, Marvin seli 1972. iz Detroita u Los Angeles, nakon što mu je ponuđena mogućnost pisanja glazbe na blaxploitation filmu. Marvin izdaje glazbu za film Trouble Man i skladbu istog imena 1972.g., koja je postala hit singl na Top 10 hitova, u rano doba 1973. Vrijeme koje dolazi bit će prilično tumorno u njegovoj karijeri, u kojem mijenja glazbeni stil u ljubavnu temu i socijalu. Album Let's Get It On iz 1973., bio je mnogo ležerniji u pristupu s dominirajućim ljubavnim temama i pop melodijama, ipak Gaye nije napustio svoje visoke standarde sofisticirane produkcije. Premda nije ponovio uspješnost albuma What's Going On, ima niz zanimljivih hitova, "Come Get to This", "You Sure Love to Ball" i "Distant Lover". Za album se kasnije govorilo da je neusporedivo senzibilno savršen i pun energije.
Gaye odlazi raditi svoj posljednji duet album Diana & Marvin s američkom pjevačicom Dianom Ross. Gaye se oglušio na natpis "Zabranjeno pušenje" koje je stajalo u studiju, pa su pjevali u odvojenim prostorijama dok je trajalo snimanje. Objavljen 1973. album na američki Top 20, daje hit singlove "You're a Special Part of Me i "My Mistake (Was to Love You)".
Godine 1976. Gaye objavljuje LP I Want You, s kojega naslovna skladba dolazi na prvo mjesto R&B Top lista.

## "Got to Give It Up" i zadnji dani u Motownu
Godine 1977. Gaye objavljuje funki singl "Got to Give It Up", koji dolazi na prvo mjesto R&B i dance Top lista, istodobno pomažući njegovom uživo albumu Live at the London Palladium, da se proda u više od dva milijuna kopija i tako postaje jedan od deset najprodavanijih albuma godine. Sljedeće godine rastaje se od svoje prve žene Anne i dogovara s njom uzdržavanje i udio od prodanih albuma. Rezultat razvoda bio je album Here, My Dear, koji je bio naslovljen na bivšu suprugu Annu. Album je rezervirano završio na Top listama (usprkos dobrim kritikama), a i Gayeva borba za hitovima pomalo je opala. 1980. potpisuje ugovor S britanskim promotorom Jeffreyem Krugerom, prekomorski koncert koji je obećavao vrhunac njegovog nastupa u "London's Drury Laneu" ispred Princeze Margaret. Dok je boravio u Londonu, Gaye je radio na albumu In Our Lifetime, kojeg je u cijelosti sam snimio. Motown objavljuje album 1981. Gaye nakon objavljivanja optužuje Motown da je preuredio i remiksao album bez njegove dozvole i da su lagali da album nije bio gotov.

## Povratak i neočekivana smrt
Nakon dobivene šanse da još jednom krene iz početka, seli se u Ostend, Belgija, gdje misli dalje nastaviti živjeti i raditi. Još uvijek pod dojmom svađe s Motownom, nepromišljeno ali odlučno objavljuje album In Our Lifetime, dogovarajući se da potpiše za diskografsku kuću "Columbia Records", za koju 1982. izdaje album Midnight Love. Album ukljućuje Marvinov zadnji veliki hit "Sexual Healing". Za ovu skladbu Gaye je dobio dvije Grammy nagrade (najbolja muška vokalna izvedba i najbolji R&B instrumental), u veljači 1983. Sljedeće godine bio je nanovo nominiran za Grammy nagradu u kategoriji najbolja muška vokalna izvedba, za album Midnight Love općenito.
U ožujku 1983. održava svoj završni nastup za svog mentora i izdavača na priredbi Motown 25: Yesterday, Today, Forever, s izvedbom "What's Going On". Nakon toga odlazi u Ameriku da na turneji prezentira album. Nakon završetka turneje, Gaye ima ozbiljnih problema sa zdravljem, opet djeluje depresivno i osjeća strah za svoj život.
Gaye, poslije američke turneje odlazi svojim roditeljima i povlači se u sebe. Prijetio je samoubojstvom, nakon nebrojenih svađa s njegovim ocem Marvinom Gay, Sr. Little Richard, s "E!" televizije u emisiji True Hollywood Story , otkriva javnosti kako mu je Gaye rekao da će umrijeti do kraja godine. 1. travnja 1984., dan prije njegovog 45 rođendana, u obiteljskoj kući, Gayea je ustrijelio i ubio otac, koji je kasnije osuđen na šest godina zatvora. Nakon suđenja, Marvinu, Sr. doktor je otkrio tumor glave. 1998. umire u svojoj kući od Upale pluća. Nakon smrti, Gaye postumno 1987. ulazi u "Rock and Roll Hall of Fame".

## Osobni život
Marvin Gaye ženio se dva puta. Prvi puta oženio je sestru Berryja Gordyja, Annu Gordy (sedamnaest godina stariju od njega), koja je bila očarana Gayevim ranim hitovima, "Stubborn Kind of Fellow" i "You Are a Wonderful One". U braku im se rodio sin Marvin Pentz Gaye III u studenom 1965.g. Neprestani problemi u braku su počeli kada je Gaye upoznao (sedamnaest godina mlađu) sedamnaest godina staru Janis Hunter, kćerku jazz ikone Slima Gaillarda, a 1973. objavljuje svoj sljedeći album Let's Get It On. Janis je također bila očarana Gayevom glazbom, posebno njegovim albumima What's Going On i Trouble Man i vrijeme koje obuhvaća albume Let's Get It On i  I Want You. Iz te veze, Gaye ima dvoje djece, Nona Marvisa Gaye (rođena 4. rujna 1974.) i Frankie Christian Gaye (rođen 16. studenog 1975.). Marvin i Janis, oženili su se nakon Marvinovog razvoda od Anne Gordy, koji je završio sudskim procesom. Ubrzo nakon nakon razvoda od Anne, ženi se s Janis, u listopadu 1977., a svadba je bila u Baton Rougeu, Louisiana, međutim tenzije i svađe među njima postajale su sve jače koje su kulminirale razvodom u veljači 1982.g.
Nakon razvoda 1982., Gaye se počinje zabavljati s Lady Edith Foxwell, koja je bila bivša žena britanskog filmskog direktora Ivana Foxwella. Prema riječima Bernarda J. Taylora, tekstopisca i skladatelja, prije nego što ga je ustrijelio otac, Lady Edith i Gaye razmisljali su o braku.
Nakon smrti, Gayevih dvoje djece nastavilo je putem njegovih koraka, sin Marvin Pentz Gaye III postao je producent snimanja i njegova jedina kćer Nona, postala je model, glumica i pjevačica.

## Diskografija

### SAD i VB Top 10 singlova
| Godina | Naziv skladbe                                                          | SAD Top lista | VB Top lista |
| ------ | ---------------------------------------------------------------------- | ------------- | ------------ |
| 1963.: | "Pride & Joy"                                                          | 10            | -            |
| 1964.: | "How Sweet It Is (To Be Loved By You)"                                 | 6             | -            |
| 1965.: | "I'll Be Doggone"                                                      | 8             | -            |
| 1965.: | "Ain't That Peculiar"                                                  | 8             | -            |
| 1967.: | "Your Precious Love (zajedno s Tammi Terrell)                          | 5             | -            |
| 1967.: | "If I Could Build My Whole World Around You" (zajedno s Tammi Terrell) | 10            | -            |
| 1968.: | "Ain't Nothing Like the Real Thing" (zajedno s Tammi Terrell)          | 8             | -            |
| 1968.: | "You're All I Need to Get By" (zajedno s Tammi Terrell)                | 7             | -            |
| 1968.: | "I Heard It Through the Grapevine"                                     | 1             | 1            |
| 1969.: | "Too Busy Thinking About My Baby"                                      | 4             | 5            |
| 1969.: | "The Onion Song" (zajedno s Tammi Terrell)                             | -             | 9            |
| 1969.: | "Abraham, Martin & John"                                               | -             | 9            |
| 1969.: | "That's the Way Love Is"                                               | 7             | -            |
| 1971.: | "What's Going On"                                                      | 2             | -            |
| 1971.: | "Mercy Mercy Me (The Ecology)"                                         | 4             | -            |
| 1971.: | "Inner City Blues (Make Me Wanna Holler)"                              | 9             | -            |
| 1972.: | "Trouble Man"                                                          | 7             | -            |
| 1973.: | "Let's Get It On"                                                      | 1             | -            |
| 1974.: | "You Are Everything" (zajedno s Dianom Ross)                           | -             | 5            |
| 1977.: | "Got to Give It Up"                                                    | 1             | 7            |
| 1982.: | "Sexual Healing"                                                       | 3             | 4            |

## Top 10 albuma
- 1971.: What's Going On (SAD #6)
- 1973.: Let's Get It On (SAD. #2)
- 1973.: Diana & Marvin (sa/Diana Ross) (VB #6)
- 1974.: Marvin Gaye Live! (SAD #8)
- 1976.: I Want You (SAD #4)
- 1977.: Live at the London Palladium (SAD #3)
- 1982.: Midnight Love (SAD #7; VB #10)
- 1994.: The Very Best of Marvin Gaye (VB #3)
- 2000.: Marvin Gaye Love Songs (VB #8)

## Filmografija
- 1965.: The T.A.M.I. Show (dokumentarni)
- 1969.: The Ballad of Andy Crocker (TV film)
- 1971.: Chrome & Hot Leather (TV film)
- 1972.: Trouble Man (glazba iz filma)
- 1973.: Save the Children (dokumentarni)

## Vanjske poveznice
- All Music Guide stranice o Marvinu Gayeu
- Rock & Roll Hall of Fame stranice o Marvinu Gayeu
- Rolling Stone stranice o Marvinu Gayeu  Arhivirana inačica izvorne stranice od 14. svibnja 2009. (Wayback Machine)